# Campeonato Sudamericano de Clubes Femenino 2014
La Liga Sudamericana Femenina de Clubes de Básquetbol es la primera edición de este torneo con esta denominación sin contar la edición del 2002, y es la 16.° edición en general de la competencia continental para clubes de basquétbol femenino. Comenzó el 25 de mayo en Quito, Ecuador y finalizó el mismo 29 de mayo.

Sport Recife se coronó campeón del torneo.

## Equipos participantes
| País             | Equipo                 | Vía de clasificación                         |
| ---------------- | ---------------------- | -------------------------------------------- |
| Argentina 1 cupo | Deportivo Berazategui  |                                              |
| Bolivia 1 cupo   | Universidad Católica   |                                              |
| Brasil 1 cupo    | Sport Recife           |                                              |
| Chile 1 cupos    | Universidad Austral    |                                              |
| Colombia 1 cupo  | La Estancia de Popayán |                                              |
| Ecuador 1 cupos  | UTE                    | Liga Ecuatoriana de Baloncesto Femenino 2013 |
| Perú 1 cupo      | Real Club de Lima      |                                              |
| Uruguay 1 cupo   | Malvín                 |                                              |

## Primera fase

### Grupo A
| Pos. | Equipo                 | Pts | PJ | PG | PP | PF  | PC  | Dif |
| ---- | ---------------------- | --- | -- | -- | -- | --- | --- | --- |
| 1.   | La Estancia de Popayán | 6   | 3  | 3  | 0  | 285 | 207 | +51 |
| 2.   | Sport Clube do Recife  | 5   | 3  | 2  | 1  | 237 | 214 | +23 |
| 3.   | Malvín                 | 4   | 3  | 1  | 2  | 218 | 252 | –34 |
| 4.   | Universidad Católica   | 3   | 3  | 0  | 3  | 215 | 282 | –67 |

|  | Clasificado a semifinales. |

Los horarios corresponde al huso horario de Quito, UTC –5:00.
| 25 de mayo, 13:00 | Universidad Católica                                                | 72–83                | Malvin                                                           | Quito, Ecuador                                    |  |
|                   | Parciales: 16 - 24, 10 - 20, 24 - 19, 22 - 20                       |                      |                                                                  |                                                   |  |
|                   | Estadísticas Amina Njonkou 36 Amina Njonkou 10 Fernanda Gutiérrez 9 | Reporte Pts Reb Asts | Estadísticas 27 Danielle Smith 13 Lady Comfort 6 Maria Guadalupe | Pabellón: Coliseo Julio César Hidalgo Árbitros: - |  |

| 25 de mayo, 17:00 | La Estancia de Popayán                                   | 76–67                | Sport Recife                                                     | Quito, Ecuador                                    |  |
|                   | Parciales: 19 - 18, 17 - 15, 17 - 16, 23 - 18            |                      |                                                                  |                                                   |  |
|                   | Estadísticas Brian Hamor 19 Brian Hamor 12 Erika Valek 7 | Reporte Pts Reb Asts | Estadísticas 20 Vanessa Gattei 7 Ingrid Santana 7 Adriana Moises | Pabellón: Coliseo Julio César Hidalgo Árbitros: - |  |

| 26 de mayo, 16:00 | Malvín                                                               | 70–99                | La Estancia de Popayán                                   | Quito, Ecuador                                    |  |
|                   | Parciales: 15 - 28, 20 - 23, 19 - 26, 16 - 22                        |                      |                                                          |                                                   |  |
|                   | Estadísticas Danielle Smith 18 Maria Guadalupe 10 Florencia Sergio 3 | Reporte Pts Reb Asts | Estadísticas 21 Toccara Ross 7 Brian Hamor 7 Erika Valek | Pabellón: Coliseo Julio César Hidalgo Árbitros: - |  |

| 26 de mayo, 18:00 | Sport Recife                                                              | 89–73                | Universidad Católica                                            | Quito, Ecuador                                    |  |
|                   | Parciales: 32 - 13, 23 - 27, 19 - 14, 15 - 19                             |                      |                                                                 |                                                   |  |
|                   | Estadísticas Izabela de Andrade 28 Izabela de Andrade 10 Vanessa Gattei 7 | Reporte Pts Reb Asts | Estadísticas 27 Amina Njonkou 12 Amina Njonkou 4 Maria Urquiola | Pabellón: Coliseo Julio César Hidalgo Árbitros: - |  |

| 27 de mayo, 14:00 | Universidad Católica                                                | 70–110               | La Estancia de Popayán                                          | Quito, Ecuador                                    |  |
|                   | Parciales: 17 - 23, 13 - 34, 18 - 30, 22 - 23                       |                      |                                                                 |                                                   |  |
|                   | Estadísticas Amina Njonkou 26 Amina Njonkou 19 Fernanda Gutiérrez 5 | Reporte Pts Reb Asts | Estadísticas 18 Carolina Quinchia 8 Yaneth Arias 8 Yaneth Arias | Pabellón: Coliseo Julio César Hidalgo Árbitros: - |  |

| 27 de mayo, 18:00 | Sport Recife                                                           | 81–65                | Malvín                                                      | Quito, Ecuador                                    |  |
|                   | Parciales: 16 - 15, 22 - 13, 23 - 16, 20 - 21                          |                      |                                                             |                                                   |  |
|                   | Estadísticas Taina da Paixao 25 Izabela de Andrade 6 Adriana Moises 12 | Reporte Pts Reb Asts | Estadísticas 22 Lady Comfort 15 Lady Comfort 6 Lady Comfort | Pabellón: Coliseo Julio César Hidalgo Árbitros: - |  |

### Grupo B
| Pos. | Equipo                | Pts | PJ | PG | PP | PF  | PC  | Dif |
| ---- | --------------------- | --- | -- | -- | -- | --- | --- | --- |
| 1.   | Deportivo Berazategui | 6   | 3  | 3  | 0  | 270 | 200 | +70 |
| 2.   | U.T.E.                | 5   | 3  | 2  | 1  | 307 | 230 | +77 |
| 3.   | Universidad Austral   | 4   | 3  | 1  | 2  | 214 | 278 | –64 |
| 4.   | Real Club de Lima     | 3   | 3  | 0  | 3  | 203 | 286 | –83 |

|  | Clasificado a semifinales. |

Los horarios corresponde al huso horario de Quito, UTC –5:00.
| 25 de mayo, 15:00 | Deportivo Berazategui                                           | 88–61                | Club Real de Lima                                          | Quito, Ecuador                                    |  |
|                   | Parciales: 22 - 21, 15 - 10, 27 - 17, 24 - 13                   |                      |                                                            |                                                   |  |
|                   | Estadísticas Maria Cabañez 24 Andrea Boquete 9 Sofia Castillo 7 | Reporte Pts Reb Asts | Estadísticas 27 Wivian Lima 8 Maria Da Silva 3 Ximena Vega | Pabellón: Coliseo Julio César Hidalgo Árbitros: - |  |

| 25 de mayo, 19:30 | U.T.E.                                                           | 114–70               | Universidad Austral                                                | Quito, Ecuador                                    |  |
|                   | Parciales: 21 - 17, 25 - 14, 33 - 17, 35 - 22                    |                      |                                                                    |                                                   |  |
|                   | Estadísticas Astou Traore 31 Marjorie Caicedo 5 Tatiana Patiño 5 | Reporte Pts Reb Asts | Estadísticas 21 Maria Palacios 13 Melisa Cejas 6 Lidia Mirchandani | Pabellón: Coliseo Julio César Hidalgo Árbitros: - |  |

| 26 de mayo, 16:00 | Universidad Austral                                                      | 59–93                | Deportivo Berazategui                                            | Quito, Ecuador                                    |  |
|                   | Parciales: 10 - 26, 24 - 14, 13 - 28, 12 - 25                            |                      |                                                                  |                                                   |  |
|                   | Estadísticas Ziomara Morrison 24 Ziomara Morrison 12 Lidia Mirchandani 4 | Reporte Pts Reb Asts | Estadísticas 22 Sofia Castillo 6 Sofia Castillo 8 Sofia Castillo | Pabellón: Coliseo Julio César Hidalgo Árbitros: - |  |

| 26 de mayo, 20:00 | U.T.E.                                                        | 113–71               | Real Club de Lima                                      | Quito, Ecuador                                    |  |
|                   | Parciales: 32 - 7, 22 - 15, 25 - 33, 34 - 16                  |                      |                                                        |                                                   |  |
|                   | Estadísticas Astou Traore 36 Astou Traore 13 Paola Ferrari 10 | Reporte Pts Reb Asts | Estadísticas 20 Wivian Lima 7 Belen Cueto 5 Ana Farfan | Pabellón: Coliseo Julio César Hidalgo Árbitros: - |  |

| 27 de mayo, 16:00 | Real Club de Lima                                          | 71–85                | Universidad Austral                                             | Quito, Ecuador                                    |  |
|                   | Parciales: 27 - 17, 18 - 19, 11 - 23, 15 - 26              |                      |                                                                 |                                                   |  |
|                   | Estadísticas Wivian Lima 29 Ximena Vega 6 Maria Da Silva 3 | Reporte Pts Reb Asts | Estadísticas 35 Ziomara Morrison 13 Melisa Cejas 6 Melisa Cejas | Pabellón: Coliseo Julio César Hidalgo Árbitros: - |  |

| 27 de mayo, 20:00 | Deportivo Berazategui                                              | 89–80                | U.T.E.                                                          | Quito, Ecuador                                    |  |
|                   | Parciales: 23 - 27, 22 - 11, 17 - 23, 27 - 19                      |                      |                                                                 |                                                   |  |
|                   | Estadísticas Andrea Boquete 25 Andrea Boquete 13 Sofia Castillo 12 | Reporte Pts Reb Asts | Estadísticas 26 Paola Ferrari 6 Marjorie Caicedo 6 Leyda Macias | Pabellón: Coliseo Julio César Hidalgo Árbitros: - |  |

## Segunda Fase

### Reclasificatorio
| 28 de mayo, 14:00 | Malvín                                                            | 84–73                | Real Club de Lima                                           | Quito, Ecuador                                    |  |
|                   | Parciales: 22 – 13, 20 – 19, 27 – 16, 15 – 25                     |                      |                                                             |                                                   |  |
|                   | Estadísticas Jasmine Hammon 22 Jasmine Hammon 6 Maria Guadalupe 7 | Reporte Pts Reb Asts | Estadísticas 23 Wivian Lima 10 Ximena Vega 6 Maria Da Silva | Pabellón: Coliseo Julio César Hidalgo Árbitros: - |  |

| 28 de mayo, 16:00 | Universidad Austral                                                       | 86–78                | Universidad Católica                                              | Quito, Ecuador                                    |  |
|                   | Parciales: 24 – 20, 21 – 22, 14 – 17, 27 – 19                             |                      |                                                                   |                                                   |  |
|                   | Estadísticas Lidia Mirchandani 23 Ziomara Morrison 15 Lidia Mirchandani 7 | Reporte Pts Reb Asts | Estadísticas 26 Amina Njonkou 11 Amina Njonkou 7 Romina Rodríguez | Pabellón: Coliseo Julio César Hidalgo Árbitros: - |  |

### Semifinales
| 28 de mayo, 18:00 | Deportivo Berazategui                                             | 69–81                | Sport Recife                                                     | Quito, Ecuador                                    |  |
|                   | Parciales: 19 – 20, 21 – 26, 22 – 15, 7 – 20                      |                      |                                                                  |                                                   |  |
|                   | Estadísticas Andrea Boquete 28 Ornella Santana 9 Sofia Castillo 7 | Reporte Pts Reb Asts | Estadísticas 21 Sandora Irvin 12 Sandora Irvin 7 Taina da Paixao | Pabellón: Coliseo Julio César Hidalgo Árbitros: - |  |

| 28 de mayo, 20:00 | La Estancia                                                 | 90–88                | U.T.E.                                                       | Quito, Ecuador                                    |  |
|                   | Parciales: 29 – 22, 19 – 22, 21 – 26, 21 – 18               |                      |                                                              |                                                   |  |
|                   | Estadísticas Kelly Santos 21 Yaneth Arias 11 Erika Valek 10 | Reporte Pts Reb Asts | Estadísticas 29 Paola Ferrari 7 Astou Traore 7 Paola Ferrari | Pabellón: Coliseo Julio César Hidalgo Árbitros: - |  |

## Fase Final

### Cuadro
|  | Semifinales           | Semifinales |    |                       | Final        | Final      |  |
|  | 28 de mayo            | 28 de mayo  |    |                       | 29 de mayo   | 29 de mayo |  |
|  |                       |             |    |                       |              |            |  |
|  |                       |             |    |                       |              |            |  |
|  | Deportivo Berazategui | 69          |    |                       |              |            |  |
|  | Sport Recife          | 81          |    |                       |              |            |  |
|  |                       |             |    |                       |              |            |  |
|  |                       |             |    |                       |              |            |  |
|  |                       |             |    |                       | Sport Recife | 83         |  |
|  |                       | La Estancia | 82 |                       |              |            |  |
|  |                       |             |    |                       |              |            |  |
|  |                       |             |    |                       |              |            |  |
|  |                       |             |    |                       | Tercer lugar |            |  |
|  |                       |             |    |                       |              |            |  |
|  | La Estancia           | 90          |    | Deportivo Berazategui | 88           |            |  |
|  | U.T.E.                | 88          |    |                       | U.T.E.       | 99         |  |

### 7º Puesto
| 29 de mayo, 14:00 | Real Club de Lima                                               | 66–57                | Universidad Católica                                              | Quito, Ecuador                                    |  |
|                   | Parciales: 11 – 12, 11 – 12, 21 – 18, 23 – 15                   |                      |                                                                   |                                                   |  |
|                   | Estadísticas Treasure Johnson 31 Maria Da Silva 11 Ana Farfan 4 | Reporte Pts Reb Asts | Estadísticas 17 Amina Njonkou 17 Amina Njonkou 7 Romina Rodríguez | Pabellón: Coliseo Julio César Hidalgo Árbitros: - |  |

### 5º Puesto
| 29 de mayo, 16:00 | Malvín                                                         | 90–83                | Universidad Austral                                                      | Quito, Ecuador                                    |  |
|                   | Parciales: 22 – 16, 23 – 16, 21 – 24, 24 – 27                  |                      |                                                                          |                                                   |  |
|                   | Estadísticas Lady Comfort 24 Lady Comfort 13 Florencia Somma 7 | Reporte Pts Reb Asts | Estadísticas 33 Ziomara Morrison 14 Ziomara Morrison 6 Lidia Mirchandani | Pabellón: Coliseo Julio César Hidalgo Árbitros: - |  |

### 3º Puesto
| 29 de mayo, 18:00 | U.T.E.                                                        | 99–88                | Deportivo Berazategui                                            | Quito, Ecuador                                    |  |
|                   | Parciales: 30 – 17, 27 – 17, 26 – 31, 16 – 23                 |                      |                                                                  |                                                   |  |
|                   | Estadísticas Astou Traore 38 Astou Traore 13 Paola Ferrari 10 | Reporte Pts Reb Asts | Estadísticas 26 Maria Cabañez 11 Andrea Boquete 7 Andrea Boquete | Pabellón: Coliseo Julio César Hidalgo Árbitros: - |  |

### Final
| 29 de mayo, 20:00 | La Estancia                                                  | 82–83                | Sport Recife                                                     | Quito, Ecuador                                    |  |
|                   | Parciales: 22 – 19, 21 – 21, 25 – 21, 14 – 22                |                      |                                                                  |                                                   |  |
|                   | Estadísticas Narlyn Mosquera 17 Kelly Santos 7 Erika Valek 5 | Reporte Pts Reb Asts | Estadísticas 27 Adriana Moises 14 Sandora Irvin 4 Vanessa Gattei | Pabellón: Coliseo Julio César Hidalgo Árbitros: - |  |

Sport Recife

Campeón

Primer título